# Zhan Guo Ce
Zhan Guo Ce (chino simplificado 战国策, chino tradicional 戰國策, pinyin Zhàn guó cè, Wade-Giles Chan-kuo Ts'e) es un clásico de la historiografía china. Su traducción al español es "Estrategias de los Reinos Combatientes". La obra cuenta con un total de 33 capítulos en los que se relatan los acontecimientos de los principales estados durante el Período de los Reinos Combatientes. 
El Zhan Guo Ce permite conocer los puntos de vista y las tácticas de la escuela de Zongheng, perteneciente al Período de los Reinos Combatientes. Muestra también las peculiaridades de este período de la historia de China así como las características de su sociedad. 

## Estructura
La obra narra la historia de los principales reinos del período de los Reinos Combatientes. Tiene un total de 33 capítulos y relata los acontecimientos de 12 estados. No a todos se le dedica el mismo espacio. Mientras que la parte de reino de Qin tiene cuatro capítulos, los sucesos del reino de Song son narrados en un único capítulo. 
Los reinos que aparecen en el Zhan Guo Ce son los siguientes: los Zhou orientales 东周 (1), los Zhou occidentales 西周 (2), el reino de Qin 秦国 (3-7), el reino de Qi 齐国 (8-13), el reino de Chu 楚国(14-17), el reino de Zhao 赵国 (18-21), el reino de Wei 魏国(22-25), el reino de Han 韩国 (26-28), el reino de Yan 燕国 (29-31), el reino de Song 宋国 (32), el reino de Wei 卫国(32) y el reino de Zhongshan 中山国 (33)

## Autoría
Originalmente el Zhan Guo Ce estaba compuesto por Intrigas de los reinos 国策, Los Acontecimientos de los reinos 国事, La Distancia 短长, Los Acontecimientos y los Discursos 事语, El Libro largo 长书 y El Libro de la expresión 修书 y otros nombres más. En algún momento entre el siglo I y III, Liu Xiang 刘向, mientras ordenaba y revisaba los documentos de la Biblioteca Imperial, descubrió 6 copias diferentes con escritos de la Escuela Zongheng. Puesto que estos escritos eran fragmentos y no estaban en orden, Liu Xiang los ordenó por reinos. El nombre de Zhan Guo Ce procede también de la mano de Liu Xiang. Con respecto, a la autoría y a la cronología de los mencionados escritos, es muy probable no sean ni de una misma época ni de un mismo autor.